# Actinemys marmorata
Actinemys marmorata је гмизавац из реда Testudines и фамилије Emydidae. 

## Угроженост
Ова врста се сматра рањивом у погледу угрожености врсте од изумирања.

## Распрострањење
Ареал врсте је ограничен на мањи број држава. 
Врста има станиште у Сједињеним Америчким Државама и Мексику. Сматра се изумрлом у Канади.

## Станиште
Станиште врсте су слатководна подручја. Гнезда прави на копну.